# Hermance (rivière)
Pour la commune suisse, voir Hermance.
L'Hermance est une rivière à la frontière entre la France et la Suisse et un affluent du Lac Léman donc du fleuve le Rhône.

## Géographie
D'une longueur de 13 km, l'Hermance prend sa source en Haute-Savoie, au nord de Machilly et sur la commune de Loisin, à l'est du village de Tholomaz à 583 m d'altitude, et s'étend sur 7 kilomètres à travers le vallon de l'Hermance et la commune de Veigy-Foncenex où elle marque la frontière franco-suisse sur les derniers 6 kilomètres de son tracé en bordant les communes d'Anières et d'Hermance (Suisse) et Chens-sur-Léman (France).

## Affluents

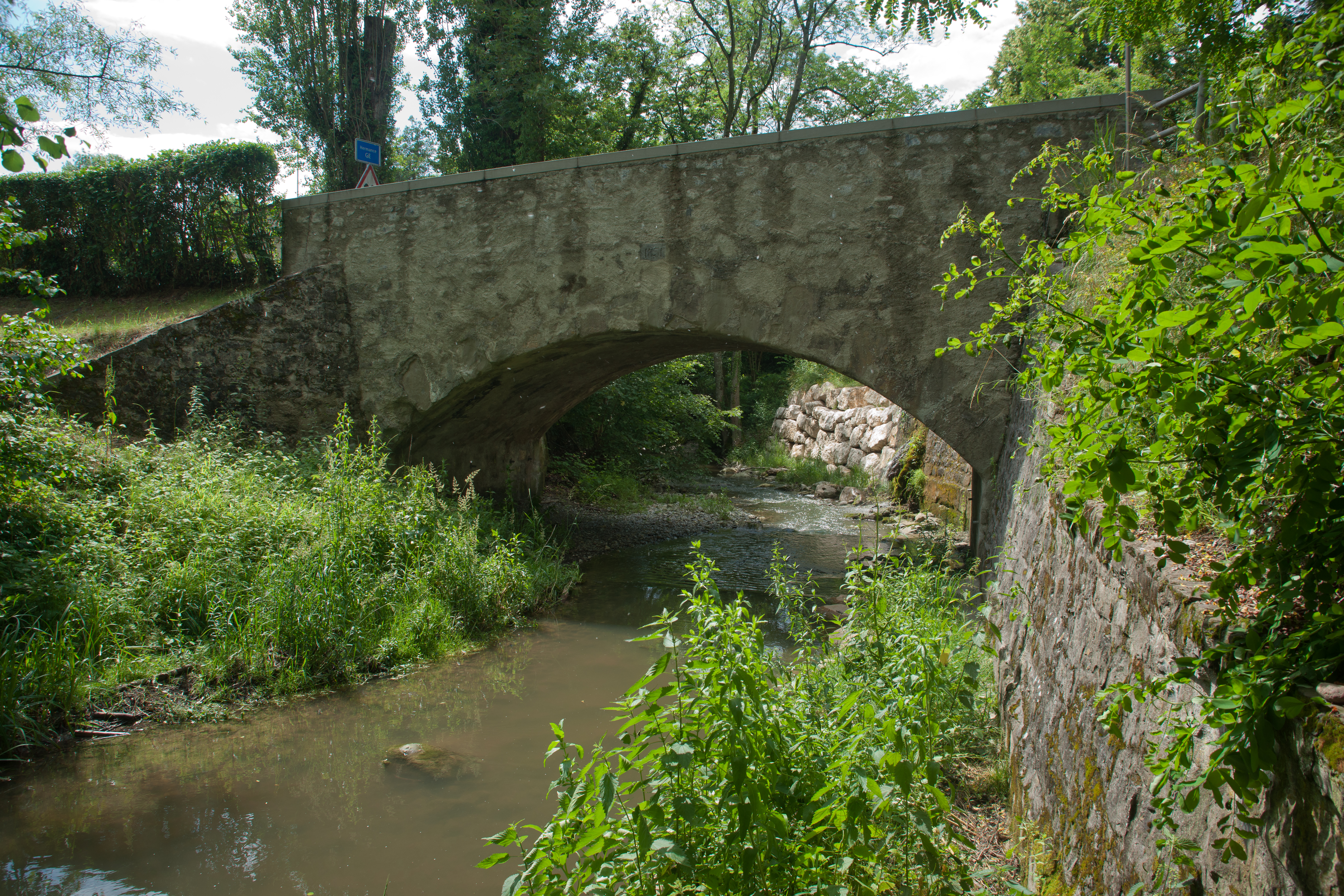
Pont à Hermance sur l'Hermance.

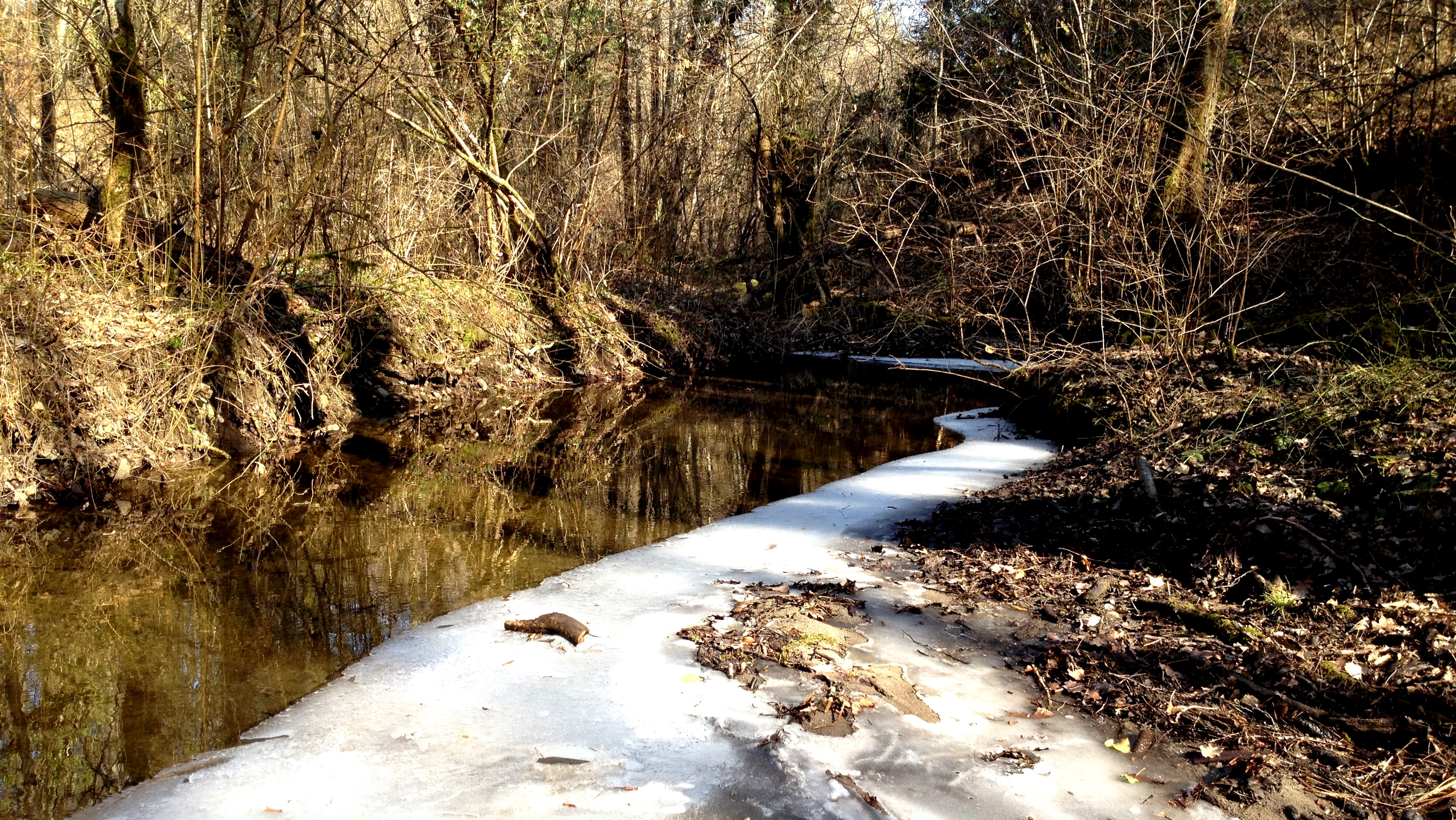
Le Marnot, un affluent de l'Hermance.

Les affluents de l'Hermance, tous du côté français de la frontière, sont dans l'ordre le ruisseau de Tuernant (qui reçoit le ruisseau des Châtaignières), le ruisseau des Mermes, aussi appelé ruisseau de Tholomaz, le Marnot (qui reçoit lui-même les eaux du Nant Courbe) et le Crépy, appelé plus en aval ruisseau de Chamburaz,.

## Histoire

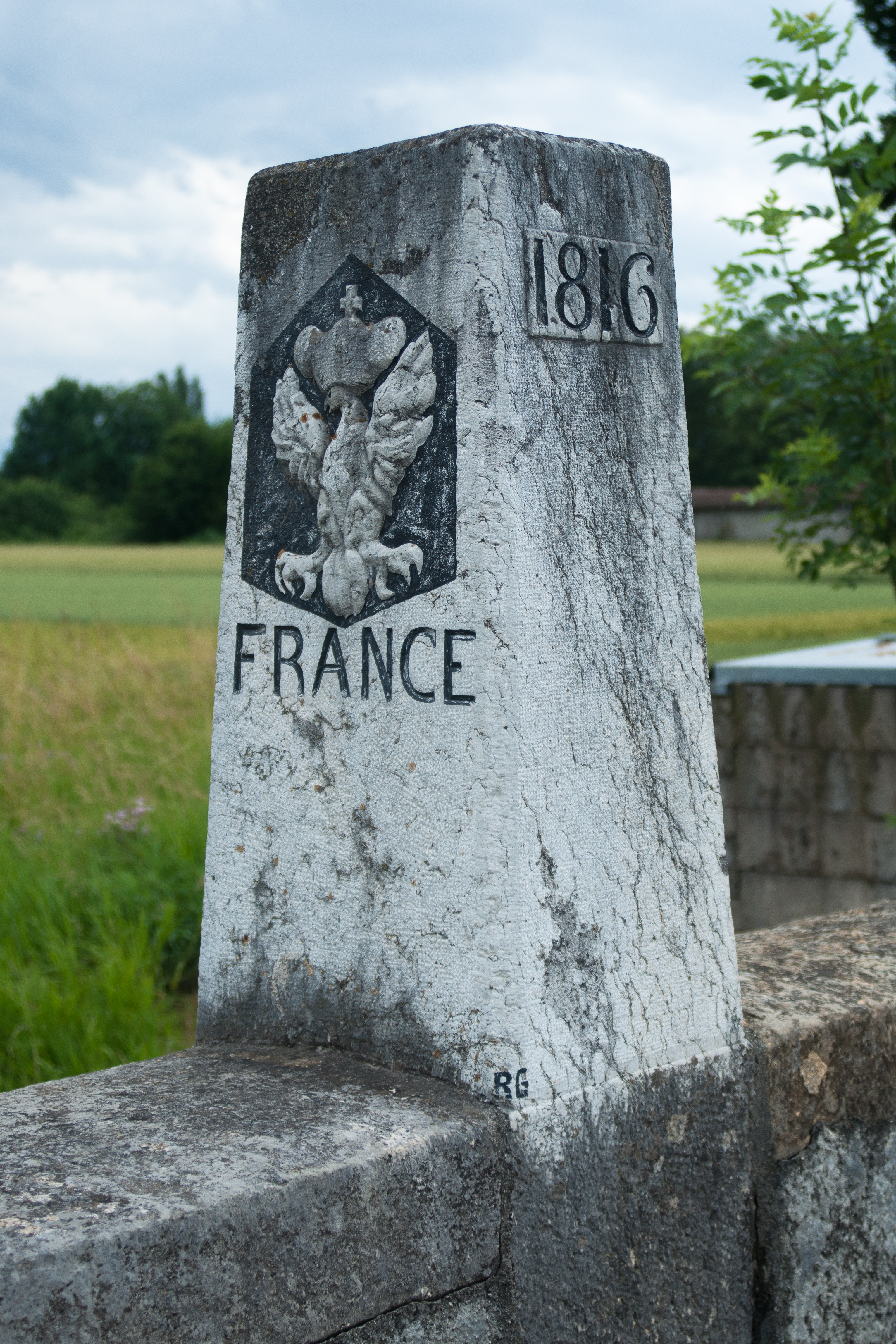
Borne frontière datée de 1816 sur le Pont Neuf au-dessus de l'Hermance.

À partir du congrès de Vienne du 9 juin 1815 l'Hermance marque la frontière entre le canton de Genève et le duché de Savoie, puis dès 1860, le voisin helvétique sera la France. Une source d'eau minérale est exploitée sur le cours de la rivière. La Société des eaux minérales du bassin de l'Hermance est créée en 1934 pour gérer l'exploitation de la source et subsiste jusqu'en 1954.
Pendant la Seconde Guerre mondiale, entre 1940 et 1944, l'Hermance est l'un des principaux lieux de passage clandestins entre Genève et la France.
Entre 1956 et 1958, d'importants travaux de correction et de canalisation sont réalisés en aval du pont Neuf et du pont de Bouringe. Dans cette même période, le pont des Golettes est reconstruit. Un projet transfrontalier de renaturation est conduit dès 2008 pour redonner à la rivière son cours naturel, afin de limiter l'effet des crues, de diminuer les effets de l'érosion sur les berges  et de restaurer un delta naturel du cours d'eau à la hauteur du village homonyme. Ces modifications, effectuées en collaboration entre la France et la Suisse, doivent être terminées en juin 2011.

## Toponymie
Hermance est attestée sous la forme ermentia en 1271.